# Морски галеб
Морски галеб (лат. Larus michahellis) је велики галеб који се налази у Европи, Блиском истоку и Северној Африци, а тек недавно је стекао широко признање као посебна врста. Раније је третиран као подврста сињег галеба Larus cachinnans, или шире као подврста сребрастог галеба Larus argentatus. Име рода потиче од латинског Larus, што се изгледа односило на галеба или другу велику морску птицу, а име врсте је одато у част немачког зоолога "Karl Michahelles".

## Таксономија
Сада је општеприхваћено да је морски галеб пуноправна врста, али донедавно је било много неслагања. На пример, часопис British Birds је 1993. године одвојио морског галеба од сребрнастог галеба, али је сињег галеба подвео под првог, али је "British Ornithologists' Union" у Великој Британији задржао морског галеба као подврсту сребрнастог галеба до 2007. године.  Међутим, истраживања ДНК сугеришу да је морски галеб заправо најближи црном галебу Larus marinus и јерменском галебу Larus armenicus, док је сињи галеб ближи сребрнастом галебу Larus argentatus и мрком галебу Larus fuscus, уместо да су један другом најближи сродници.
Постоје две подврсте морског галеба:
| Слика | Подврста                                                                           | Дистрибуција |
| ----- | ---------------------------------------------------------------------------------- | --- |
|       | Larus michahellis michahellisНауман, 1840                                          | Номинална врста, налази се у западној и јужној Европи, северозападној Африци и Медитерану. |
|       | Larus michahellis atlantis (Двајт, 1922), syn. Larus fuscus atlantis (Двајт, 1922) | налази се у Макаронезији ( Канарска острва, Мадеира, Азори ). Ова подврста је понекад позната и као атлантски галеб и потенцијално је самостална врста. Птице које се гнезде на атлантским обалама Марока, Португала и Галиције (и одатле се шире на север) обично су такође укључене овде, али се понекад сматрају трећом подврстом, Larus michahellis lusitanius. Птице Атлантског океана имају тамнија крила и леђа у поређењу са медитеранским птицама, стварајући израженији контраст у односу на беле делове тела. |

Постоји и подврста Larus michahellis omissus, коју је први пут описао руски орнитолог Теодор Плеске 1928. године.
- одрасли морски галеб, Малта
- младунац морског галеба, Малта

## Распрострањеност
Подручје гнежђења је концентрисано на Средоземном мору. У Северној Африци је уобичајена у Мароку, Алжиру и Тунису, а на неким местима је у порасту. Недавно се размножавање догодило у Либији и Египту. На Блиском истоку, неколико јединки се гнезди у Израелу, Палестини и Сирији, а већи број на Кипру и у Турској . У Европи постоје колоније дуж целе медитеранске обале, а такође и на атлантским острвима и обалама северно до Бретање и западно до Азора. Такође се гнезди на западној страни Црног мора; овде се преклапа са сињим галебом, али постоји разлика у станишту, где морски галеб преферира морске литице, а сињи галеб равније обале. Последњих деценија птице су се прошириле на север, у централну и западну Европу. Један до четири пара покушала су да се размноже у јужној Енглеској од 1995. године (понекад хибридни парови са мрким галебовима), иако је колонизација била веома спора.
Многе птице остају на истом подручју током целе године, али друге мигрирају да би зимовале у благим пределима западне Европе или се упућују на југ све до Сенегала, Гамбије и Црвеног мора. Такође постоји опсежно расељавање ка северу након размножавања крајем лета, са највећом бројношћу у јужној Енглеској од јула до октобра.  Пријављено је као лутајућа врста у североисточној Северној Америци.

## Опис
Морски галеб је велики галеб, мада величина варира, при чему су најмање женке једва веће од сивог галеба, а највећи мужјаци су отприлике величине црног галеба. Њихова дужина се креће од 52-68 цм укупне дужине, од 120-155 цм у распону крила и од 550-1,600 гр тежине. Међу стандардним мерењима, тетива крила је 40,8-47,2 цм, кљун је 4,6-6 цм и тарзус је 5,6-7,5 цм. Одрасли су споља слични сребрнастим галебовима, али имају жуте ноге. Имају сива леђа, нешто тамнија од сребрнастих галебова, али светлија од мрких галебова. У јесен су им главе много беље, а врхови крила су им црњи са мало белих мрља, као и мрки галеб. Као одрасли имају црвену мрљу на кљуну, као и цео комплекс. Око ока се налази црвени прстен као код мрког галеба, али за разлику од сребрнастог галеба који има тамножути прстен.
Птице у првој години имају блеђу главу, надрепак и доњи део тела од сребрнастог галеба, а по перју више подсећају на црне галебове у првој години. Имају тамни кљун и очи, ружичасто-сиве ноге, тамно примарно перје и добро дефинисану црну траку на репу. Постају светлији у доњем делу тела, а потом губе и горњи образац. До друге зиме, птице су у суштини сличног перја као одрасле, осим шареног перја које остаје на покривачима крила. Међутим, врхови кљуна су им црни, очи су им и даље тамне, а ноге су светло жуте боје меса.
Оглашавање је гласан смех који је дубљи и назалнији од зова сребнастог галеба.

## Исхрана
Као и већина галебова рода Larus, они су сваштоједи и опортунистички сакупљачи хране. Претраживаће отпад на депонијама смећа и другим местима, као и тражити одговарајући плен на пољима или на обали, или ће пљачкати мање галебове и друге морске птице од њиховог улова. Иако су градске популације углавном опортунистички лешинари, могу прећи на предаторску исхрану ако је потребно; ово је примећено током закључавања Италије 2020. године, када је недостатак остатака хране навео морске галебове из Рима да лове плен величине пацова и голубова.
Атлантски галебови на Гибралтару су примећени и фотографисани како скупљају и једу плодове са маслина у лету.

## Гнежђење
Морски галебови се обично размножавају у колонијама. Јаја, обично три, полаже се од средине марта до почетка маја и овај велики галеб их снажно брани. Гнездо је понекад ретка хумка вегетације изграђена на земљи или на литицама. На неким местима, као што су Гибралтар, Галиција и Португал, почели су да се гнезде на зградама, унутар градова, па чак и на дрвећу. Јаја се инкубирају 27–31 дан, а младе птице излећу након 35–40 дана.